# Tony Cavalero
Anthony Cavalero (nacido el 12 de octubre de 1983) es un actor y comediante estadounidense. Es conocido por su papel de Dewey Finn en School of Rock de Nickelodeon, de Keefe Chambers en la serie de televisión de HBO The Righteous Gemstones (2019-presente) y por interpretar a Ozzy Osbourne en la película The Dirt.

## Primeros años
Cavalero nació en el norte de Virginia, no lejos de Washington D. C. Asistió a la escuela secundaria Poe y se graduó de la escuela secundaria Annandale, donde destacó en fútbol universitario, lucha libre y lacrosse. Es un Eagle Scout y cinturón negro en Tae Kwon Do. Se graduó del Instituto Militar de Virginia, donde fue jugador de lacrosse universitario durante cuatro años. Se mudó a Los Ángeles en 2006 y estudió teatro en CalStLA. Es miembro principal de la compañía The Groundlings.

## Carrera
Cavalero comenzó a actuar en 2006. En 2014, fue elegido para interpretar a Dewey Finn en la nueva versión de Nickelodeon de School of Rock, reemplazando a Jack Black de la película original de 2003. La serie se estrenó en 2016 y duró tres temporadas.
En 2018, fue elegido para interpretar a Ozzy Osbourne en la película biográfica de Mötley Crüe de Netflix, The Dirt.
En 2019, Cavalero fue elegido para la comedia de HBO The Righteous Gemstones como Keefe Chambers.

## Filmografía

### Televisión
| Año           | Título                                         | Papel                | Notas                                                              |
| ------------- | ---------------------------------------------- | -------------------- | ------------------------------------------------------------------ |
| 2009          | Flagged for Removal                            | Snake Dealer         | Episodio: "Snake Out"                                              |
| 2009          | There Will Be Brawl                            | Magikoopa            | Episodio: "Debts"                                                  |
| 2010          | Totally Sketch                                 | Chad                 | Episodio: "Poked"                                                  |
| 2010          | Def and Dum Show                               | Él mismo             | Película de televisión                                             |
| 2011          | Son of a Pitch                                 | Johnson              | Protagonista                                                       |
| 2012          | Gymratz                                        | PJ                   | Película de televisión                                             |
| 2012          | Stuk                                           | Tyler Jones          | TV mini-series                                                     |
| 2012          | Kickin' It                                     | Teddy Kavanagh       | Episodio: "Capture the Flag"                                       |
| 2012          | Ben y Kate                                     | Donovan              | Episodio: "Reunion"                                                |
| 2012          | Naughty or Nice                                | Justin Reid          | Película de televisión                                             |
| 2012          | Redeeming Dave                                 | Josh                 |                                                                    |
| 2013          | Crash & Bernstein                              | Ladrón               | Episodio: "Comic Book Crash"                                       |
| 2013          | 2 Broke Girls                                  | Cronut Craig         | Episodio: "And the Cronuts"                                        |
| 2013          | Adam Devine's House Party                      | Steve                | Episodio: "Foam Party"                                             |
| 2013          | Aim High                                       | Deuce                | 10 episodios                                                       |
| 2013          | Mission: Ford Fiesta Movement                  | Gunderson            | 2 episodios                                                        |
| 2013–2015     | Hart of Dixie                                  | Stanley Watts        | 9 episodios                                                        |
| 2014          | Dads                                           | Hoodie Guy           | Episodio: "Eli Nightingale"                                        |
| 2014          | Robin Banks and the Bank Roberts               | Bobby                | Protagonista                                                       |
| 2014          | Modern Family                                  | Brian                | Episodio: "Three Dinners"                                          |
| 2014          | The Single Life                                | Brent                | Protagonista                                                       |
| 2015          | K.C. Undercover                                | Wally                | 2 episodios                                                        |
| 2015          | Splitting Adam                                 | Magic Mitch          | Película de televisión                                             |
| 2015          | Ken Jeong Made Me Do It                        | Lindberg             | Película de televisión                                             |
| 2015          | Kevin from Work                                | Don                  | Episodio: "Gossip from Work"                                       |
| 2015          | Nickelodeon's Ho Ho Holiday Special            | Jingles              | Especial de televisión                                             |
| 2015          | Becoming Santa                                 | Jack Frost           | Película de televisión                                             |
| 2015–2019     | SuperMansion                                   | Johnny Rabdo (voz)   | Recurrente                                                         |
| 2016          | New Girl                                       | Philip               | Episodio: "The Decision"                                           |
| 2016          | Nicky, Ricky, Dicky & Dawn                     | JT Steele            | Episodio: "Mission: Un-Quaddable"                                  |
| 2016–2018     | School of Rock                                 | Dewey Finn           | Protagonista; director: "Don't Know What You Got ('Til It's Gone)" |
| 2017          | Glimpse                                        | Chef Moller          | Protagonista                                                       |
| 2017          | This Fucking Town                              | Brett                | Película de televisión                                             |
| 2017          | Nickelodeon's Sizzling Summer Camp Special     | Jingles              | Especial de televisión                                             |
| 2017          | Nickelodeon's Ultimate Halloween Haunted House | Enfermero / Conserje | Especial de televisión                                             |
| 2018          | Angie Tribeca                                  | Timmy Rhebus         | Episodio: "Freezing Cold Prestige Drama"                           |
| 2018          | Life in Pieces                                 | Dale                 | Episodio: "Pageant Bike Animals Jerky"                             |
| 2019          | American Princess                              | The Chode            | Episodio: "Down There"                                             |
| 2019–presente | The Righteous Gemstones                        | Keefe Chambers       | Protagonista                                                       |
| 2020          | Miracle Workers                                | Ted Carpenter        | 3 episodios                                                        |
| 2021          | Archer                                         | Secuestrador (voz)   | Episodio: "Lowjacked"                                              |
| 2021–2022     | The Conners                                    | Aldo                 | 6 episodios                                                        |
| 2021–2023     | Teenage Euthanasia                             | Varias voces         | 4 episodios                                                        |
| 2022–2024     | Big City Greens                                | Wayne (voz)          | 7 episodios                                                        |
| 2023          | Agent Elvis                                    | Flyboy (voz)         | Episodio: "Cocaine Tuesdays"                                       |
| 2024          | Cobra Kai                                      | Shane Page           | Episodio: "Sleeper"                                                |
| 2024          | Creature Commandos                             | Incel Son (voz)      | 2 episodios                                                        |
| 2024          | Die Hart                                       | Agent Fisher         | 7 episodios                                                        |

### Películas
| Año  | Título                          | Papel                                 |
| ---- | ------------------------------- | ------------------------------------- |
| 2015 | The Duff                        | Chico del suéter                      |
| 2015 | Teeth and Blood                 | Guardaespaldas del alcalde #3         |
| 2016 | After the Reality               | Reg                                   |
| 2016 | Internet Famous                 | Vendedor de helados                   |
| 2017 | Comic Wars: Kaomic              | Empleado del hospital psiquiátrico #2 |
| 2017 | An American in Texas            | Bill Haynes                           |
| 2018 | When We First Met               | Angus Young                           |
| 2018 | Avengers of Justice: Farce Wars | Beaverine                             |
| 2018 | Dog Days                        | Stanley                               |
| 2018 | Saturday at the Starlight       | Chip                                  |
| 2019 | Rim of the World                | Conrad                                |
| 2019 | The Dirt                        | Ozzy Osbourne                         |
| 2020 | The Binge                       | Pompano Mike                          |
| 2021 | We Broke Up                     | Jayson                                |
| 2024 | Cold Wallet                     | Dom                                   |
| 2024 | Operation Taco Gary's           | Kyle                                  |